# Peach Bottom Clean Energy Center

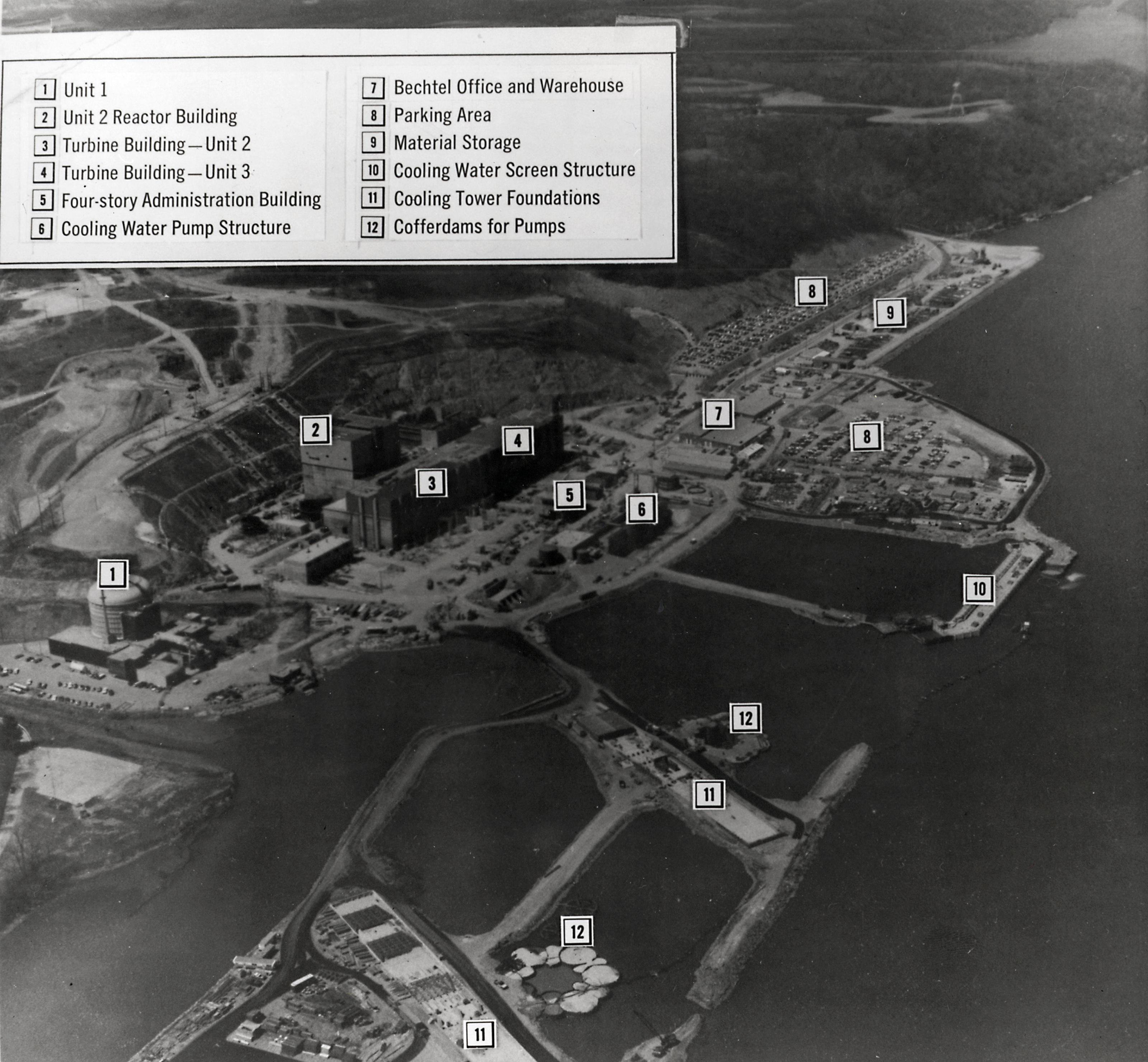
Översiktsbild på Peach Bottom Clean Energy Center i början av 1970-talet.

Peach Bottom Clean Energy Center är ett kärnkraftverk med två kärnreaktorer och en nedlagd kärnreaktor som kan producera maximalt 2 646 megawatt (MW) elektricitet, vilket motsvarar elektricitet för omkring två miljoner bostäder. Kärnkraftsanläggningen ligger på ett 243 hektar (600 acre) stort område i Delta, Pennsylvania i USA. Peach Bottom ägs av Constellation Energy och Public Service Enterprise Group (PSEG) till 50% vardera.
Kärnkraftverket fick sin första reaktor i drift i juni 1967 men den avvecklades i slutet av oktober 1974. De två reaktorer som fortfarande är aktiva kom i drift den 5 juli respektive 23 december 1974.